# Palácio de Brunswick

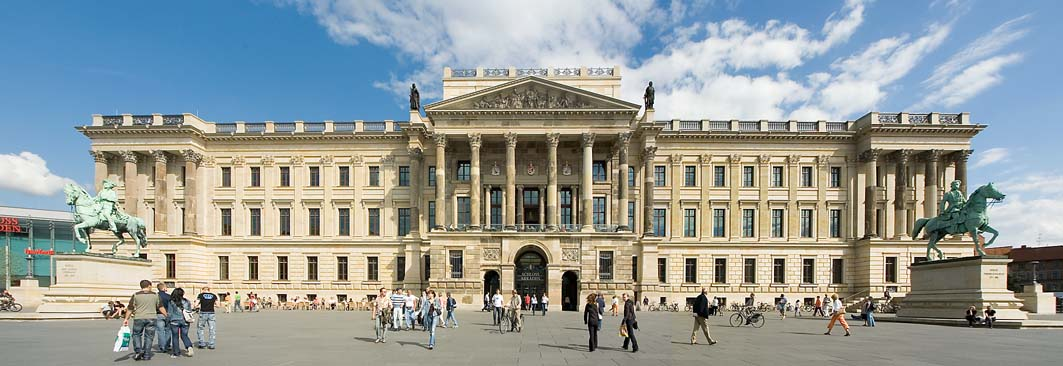
A nova fachada com sua estátuas equestres em agosto de 2007.

O Palácio de Brunswick (em alem alemão:  Braunschweiger Schlossão: Braunschweiger Schloss ou Braunschweiger Residenzschloss) no Bohlweg no centro da cidade de Brunswick (em alemão: Braunschweig), foi a residência dos Duques de Brunswick de 1753 até 8 de novembro de 1918.

## História
Os trabalhos no primeiro edifício começaram em 1718 baixo a direção de Hermann Korb. Após este edifício ser  devastado num incêndio em 1830, foi construído um segundo palácio construído por Carl Theodor Ottmer, sendo completado em 1841. Este foi totalmente demolido em 1960 segundo a direção do conselho da cidade de Brunswick  devido aos graves danos sofridos em ataques aéreos na II Guerra Mundial. O Parque do Palácio (Schlosspark) foi utilizado para situar a runa resultante dos escombros. Esta foi completamente removida na primavera de 2005 seguindo outra resolução do conselho da cidade de 2004 - com o propósito de erigir um grande shopping, o denominado Schloss-Arkaden (Palácio das Arcadas), para a primavera de 2007 o terreno tinha sido limpo. Sua fachada ocidental consiste numa fiel reprodução da fachada do Palácio de Ottmer. O Palácio reconstruído foi reaberto ao público o 6 de maio de 2007.

## Distinções
- 2009: Prêmio Peter Joseph Krahe[2]

## Galeria

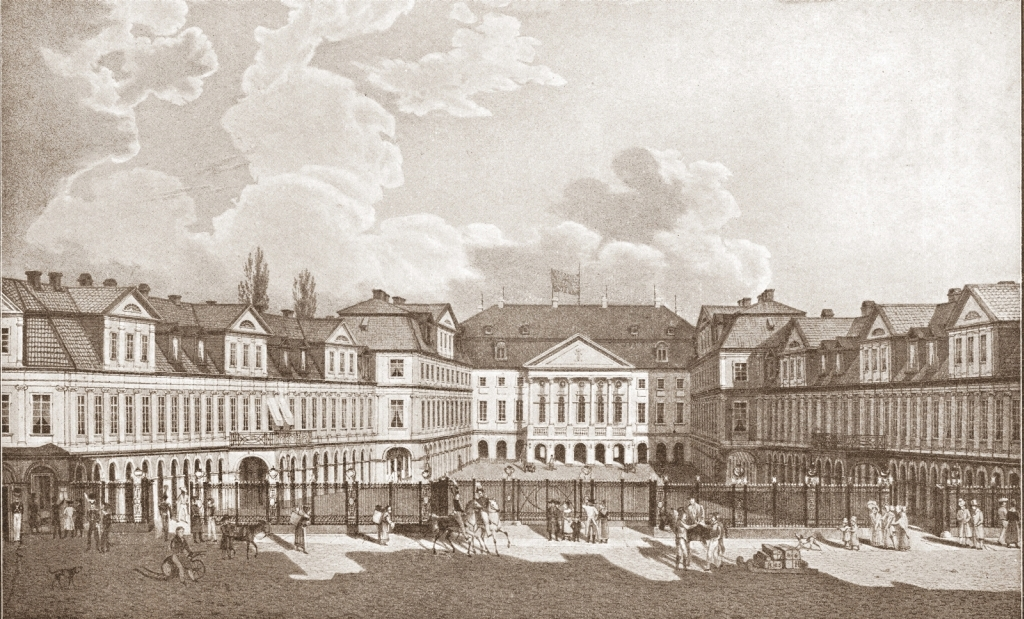
Palácio de Brunswick antes de 1830.
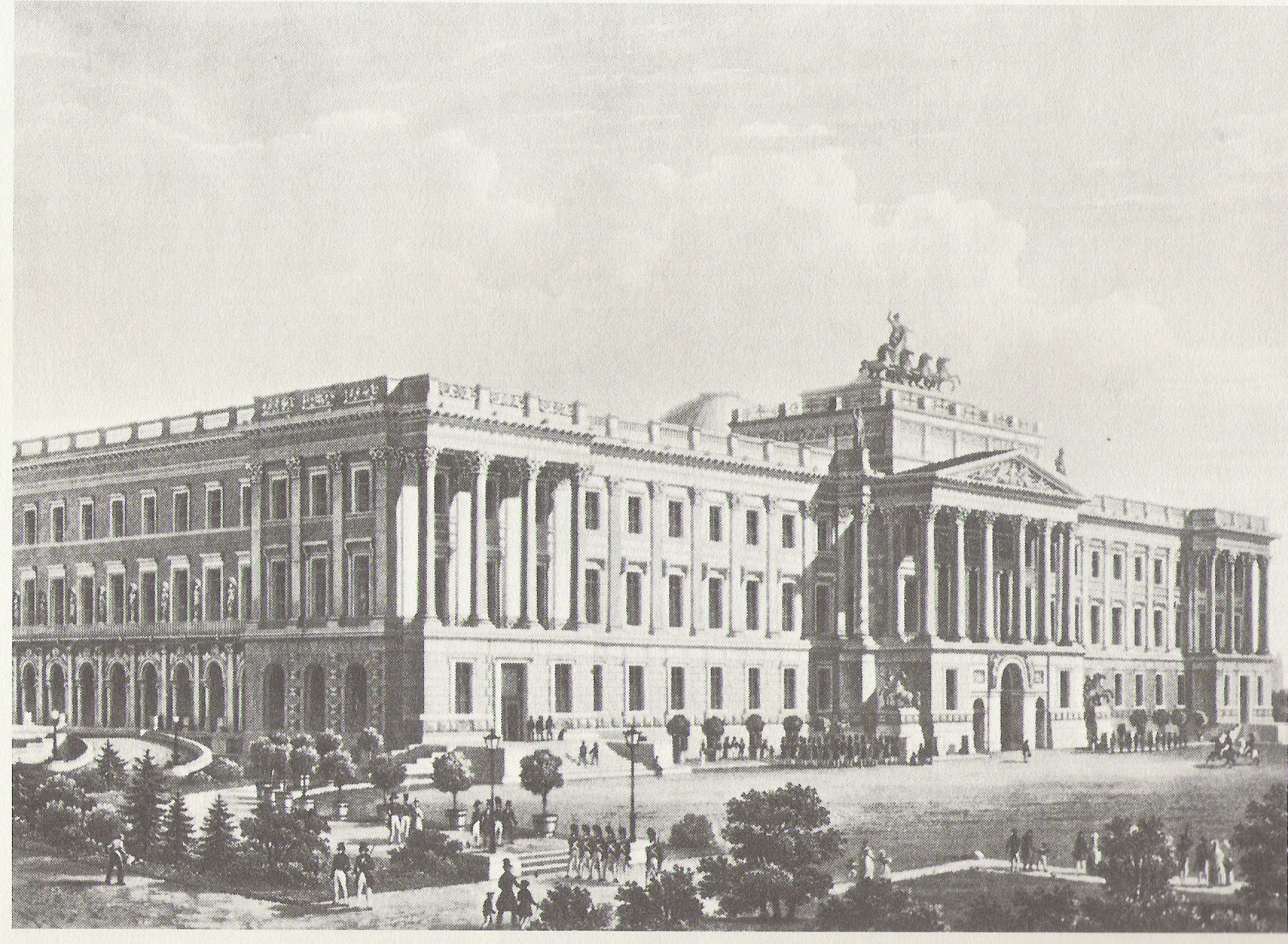
Palácio de Brunswick c. 1840.
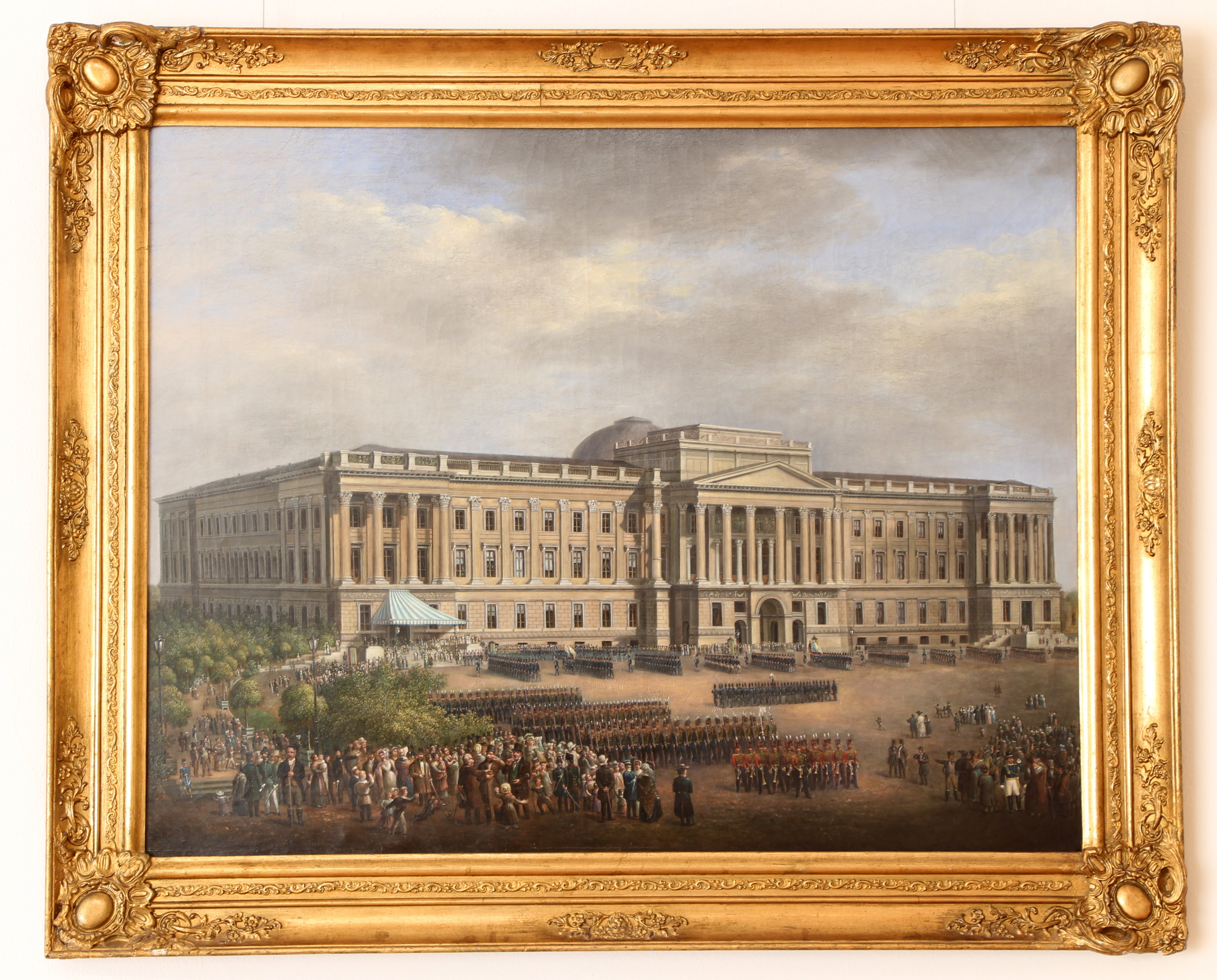
Parada em frente ao Palácio Real, pintura a óleo por volta de 1855
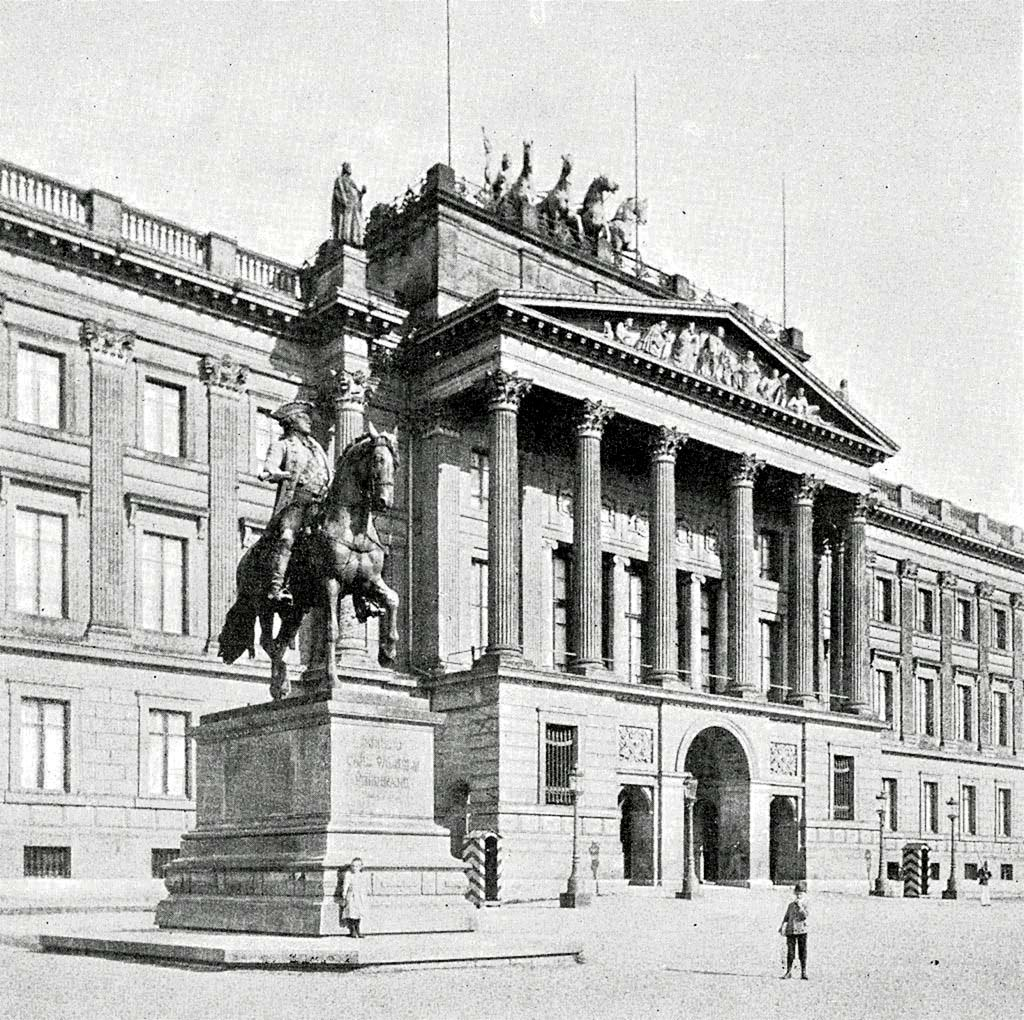
Palácio de Brunswick em 1897.
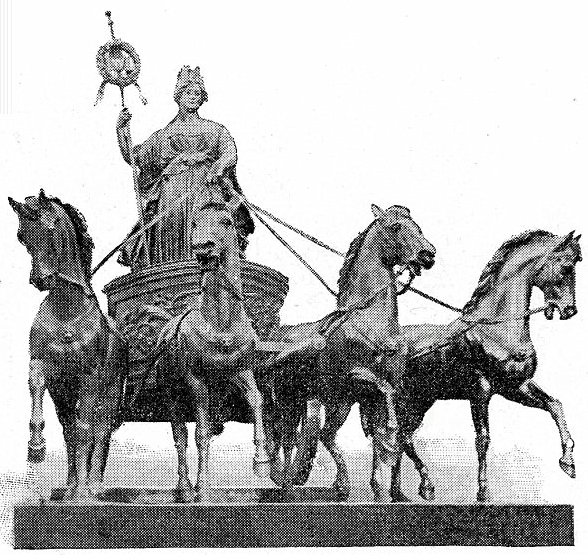
Brunonia com Quadriga 1899
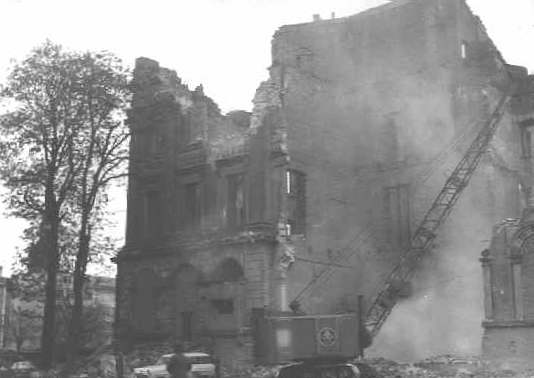
Demolição em 1960.
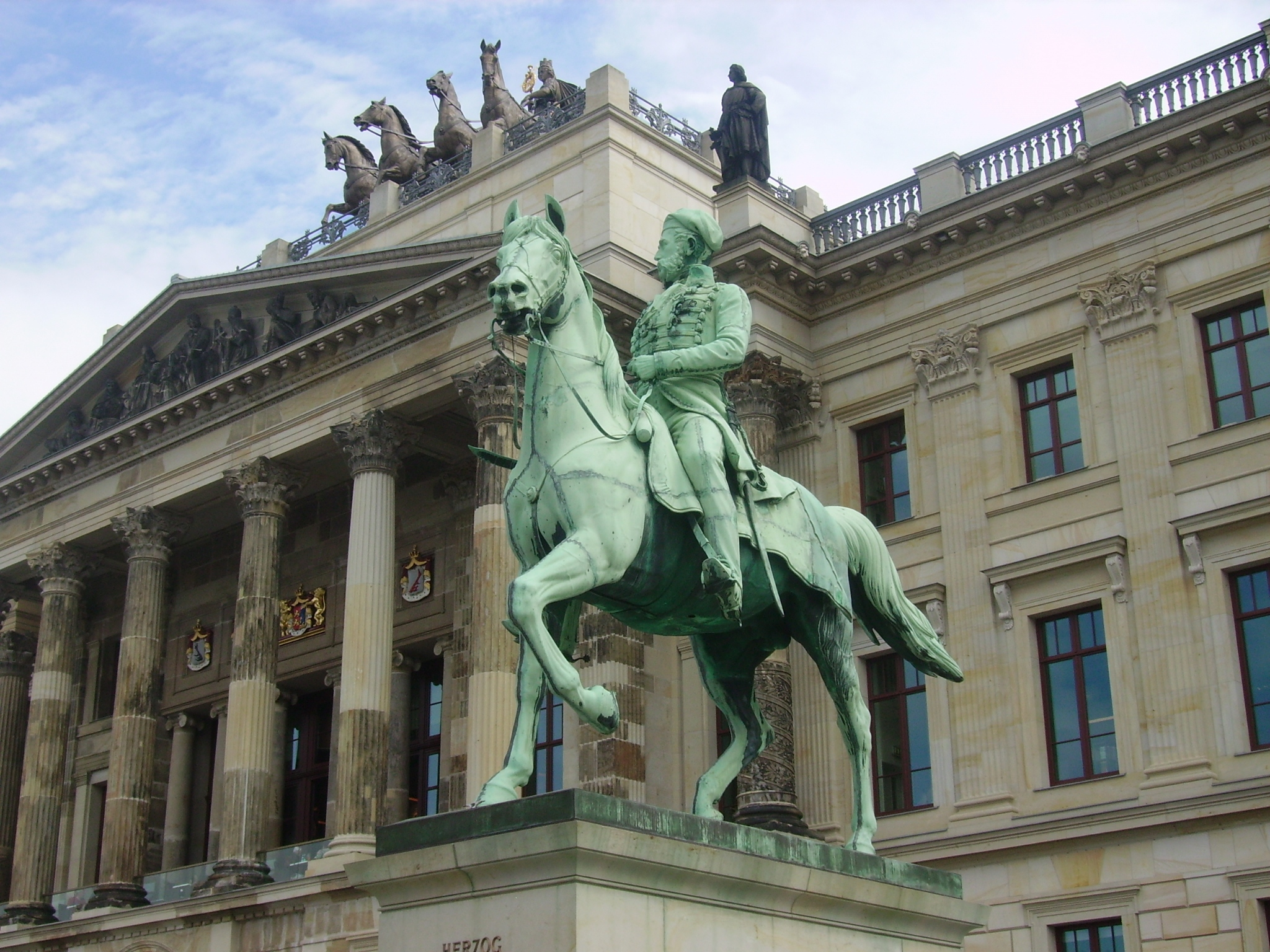
Estátua de Frederico Guilherme de Brunswick-Wolfenbüttel em frente ao Palácio de Brunswick.
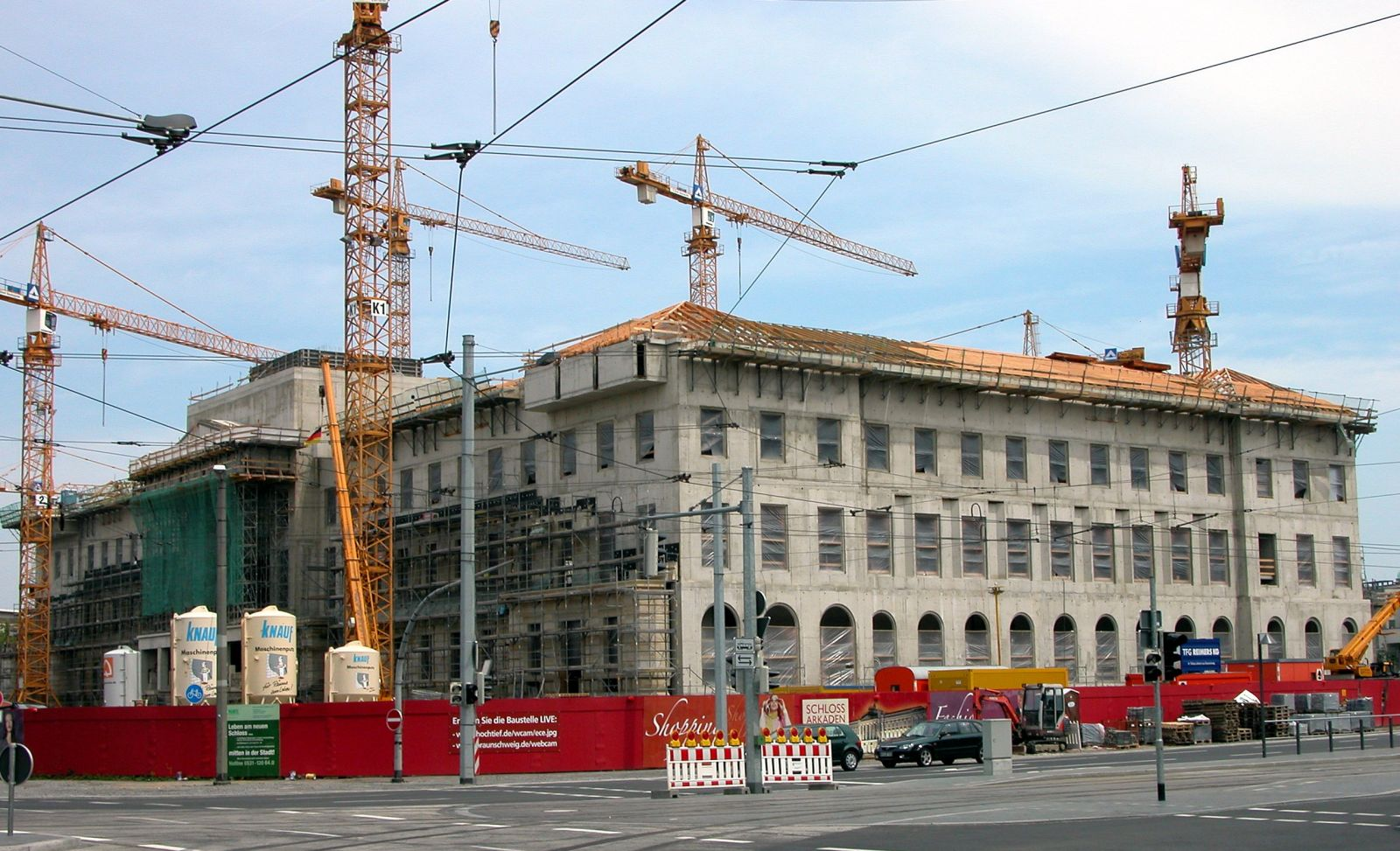
A reconstrução do Castelo em Junho de 2006
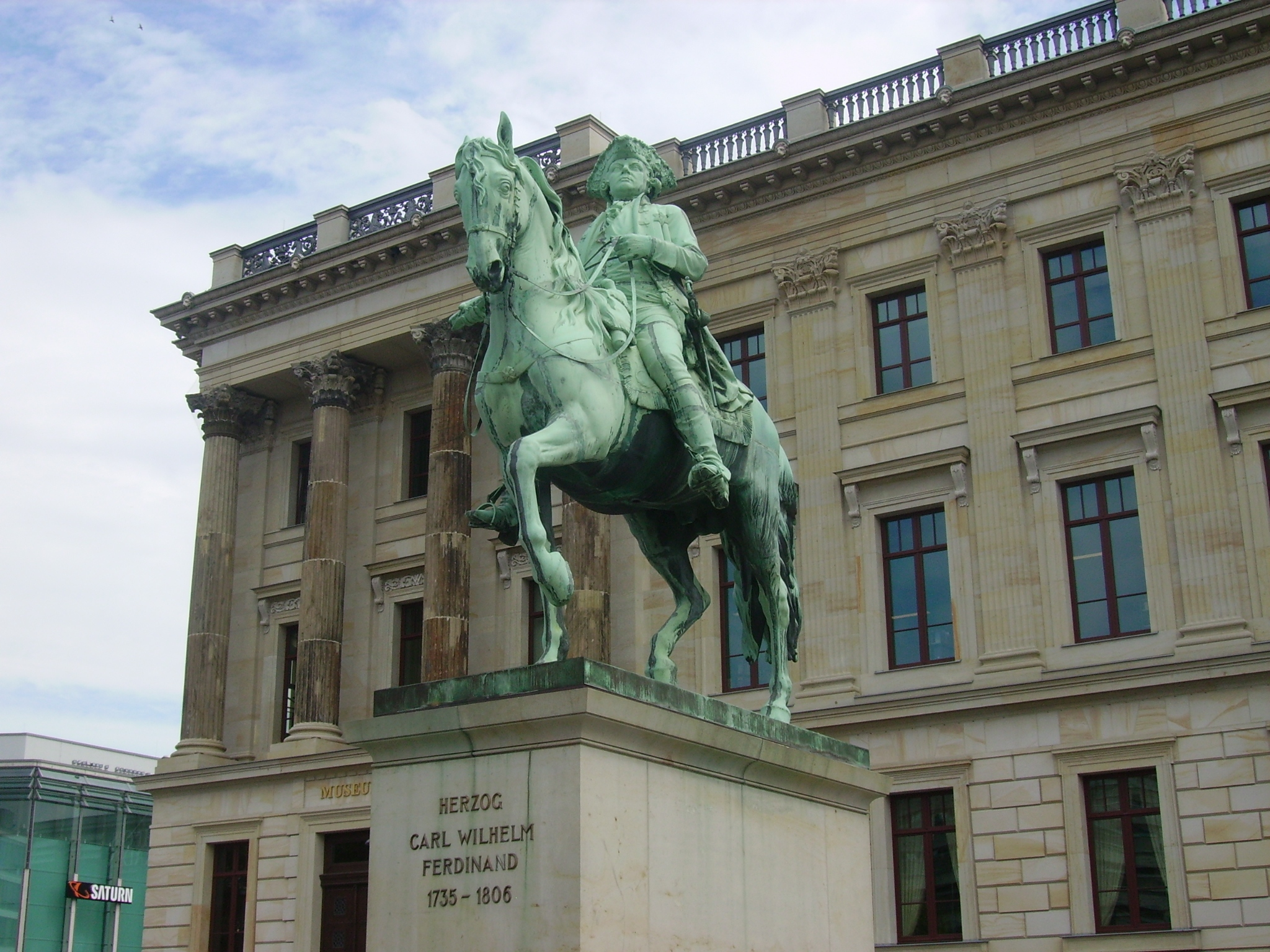
Estátua de Carlos Guilherme Fernando de Brunswick-Wolfenbüttel em frente ao Palácio de Brunswick.
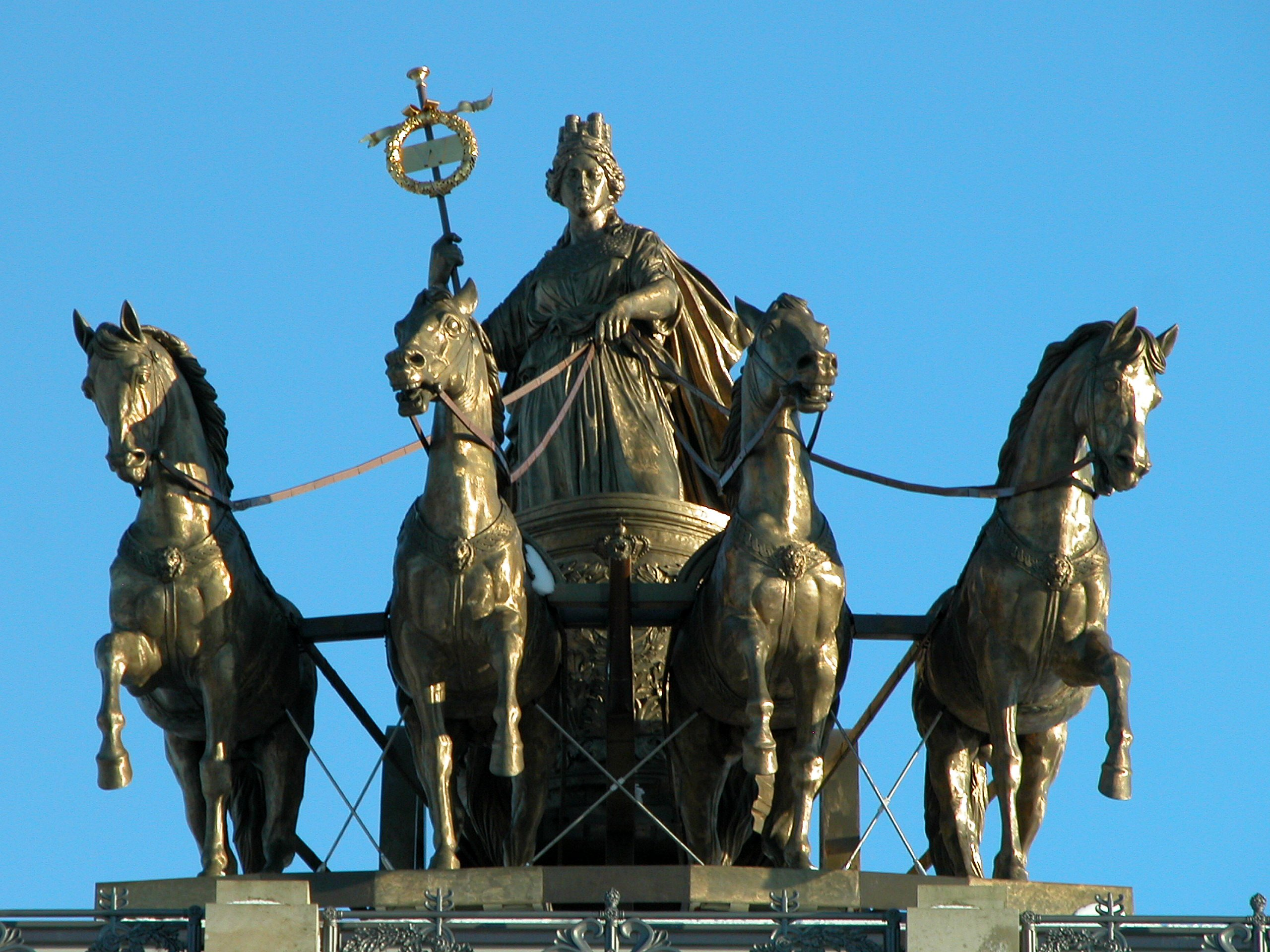
A Brunonia naQuadriga

## Referencias
1. ↑  Die Geschichte des Braunschweiger Schlosses
2. ↑  Braunschweig Report, Ausgabe 45, 4 November 2009, page 3